# Бериславич, Петар

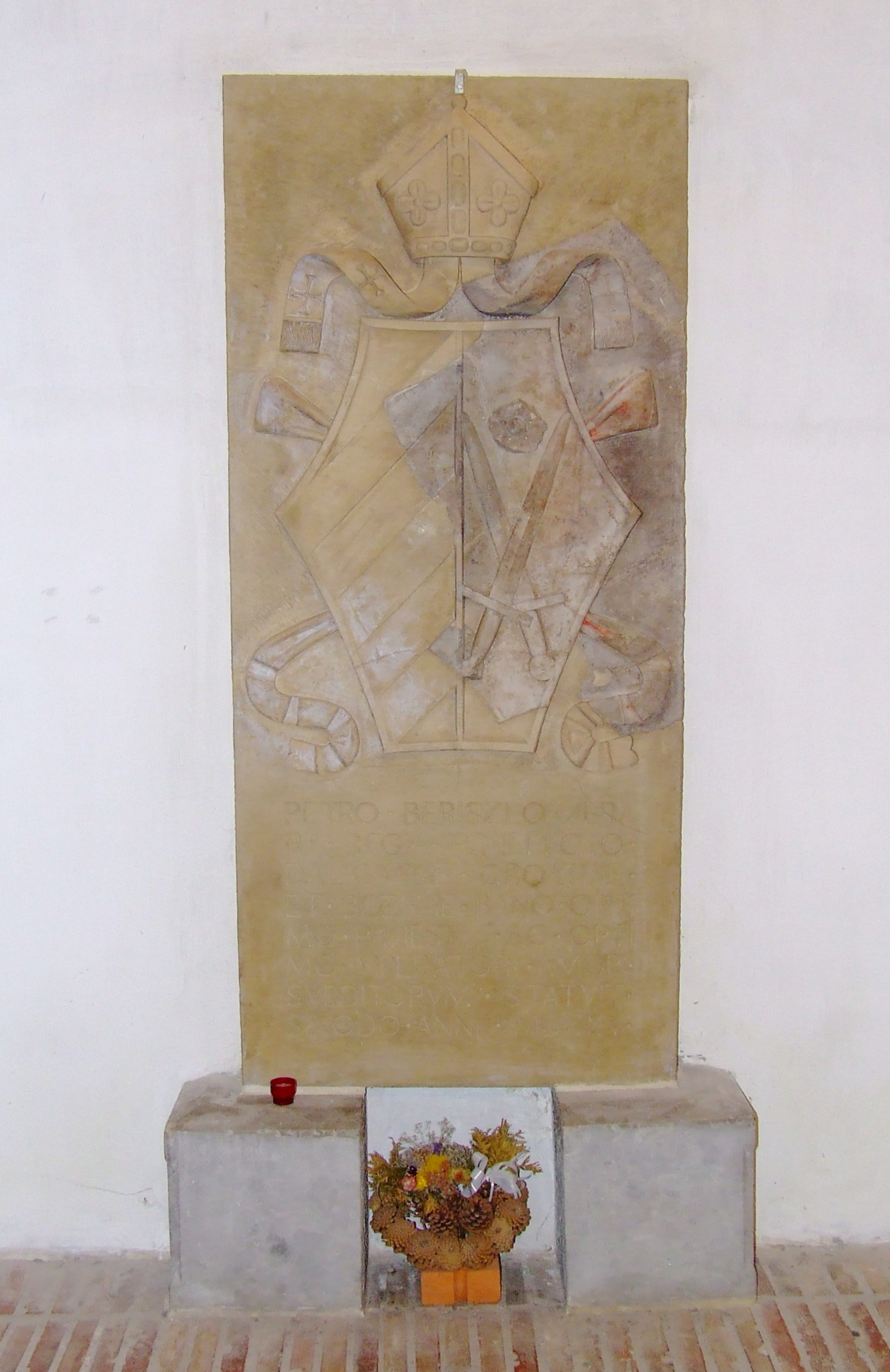
Надгробие Петр Бериславича в Соборе Святого Михаила в Веспреме

Петар Бериславич (хорв. Petar Berislavić), также известный как Петер Берисло (венг. Péter Beriszló) в Венгрии, (1475, Трогир — 20 мая 1520) — представитель знатного хорватского рода Бериславич-Трогирские. Бан Хорватии с 1513 по 1520 год, епископ Веспрема.
Петар родился в далматинском городе Трогир. Прежде чем стать баном Хорватии, он дослужился до сана епископа Веспрема в Римско-католической церкви. В историю же он вошёл как один из лидеров хорватов во время османских вторжений на их территорию.
Бериславич одержал две решающие победы над османскими силами: сначала в 1513 году в битве при Дубице, а затем в 1518 году около Яйце. В 1520 году он был убит и обезглавлен после сражения у Плешевицы, расположенной между Бихачом и Кореницей.